# الحرانة
الحرانة هي جزء من الهضبة الشرقية تقع على بعد 60 كيلومتراً جنوب شرق مدينة عمان، سميت على اسم قصر الحرانة، وهو قصر صحراوي من القصور الأموية في البادية الأردنية.

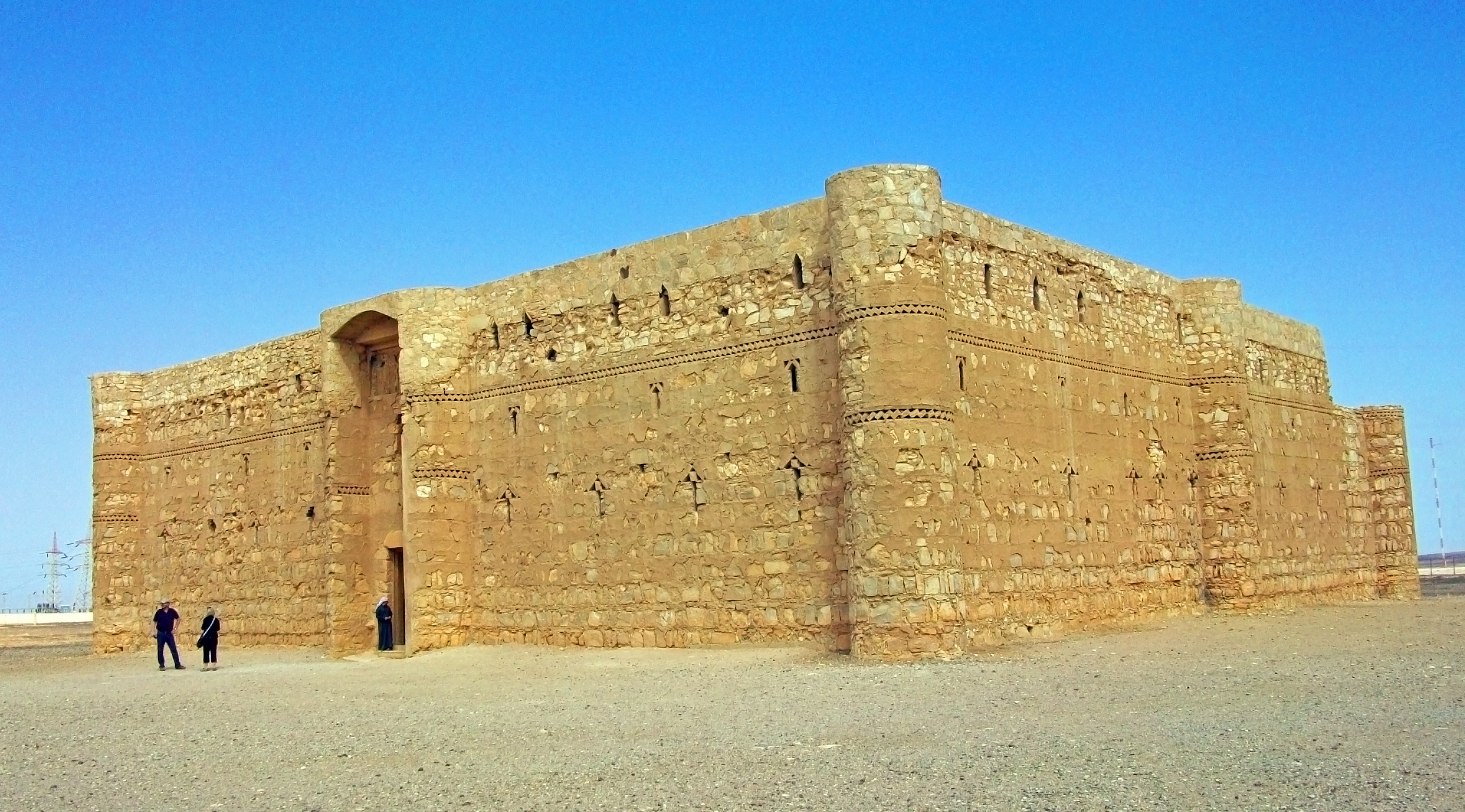
قصر الحرانة (أو الخرانة)

المنطقة غير مأهولة بالسكان، باستثناء تواجد بعض البدو رعاة الأغنام والجمال الذين يجلبون ماشيتهم إلى المنطقة بين شهري كانون الأول (ديسمبر) ونيسان (أبريل).
يتأثر مناخ الحرانة، شأنه في ذلك شأن الأجزاء الأخرى من البلاد، مناخ متوسطي معتدل من الغرب، ومناخ الصحراء الكبرى من الحارّ من الشرق، والمناخ الأوروبي البارد من الشمال.
على الرغم من كونها منطقة قاحلة، إلا أنها غنية بالحياة الحيوانية، فتتواجد فيها الطيور والبوم والقوارض والأرانب والثعالب وأحياناً توجد الذئاب والضباع والثعابين والسحالي وبعض الحيوانات الأخرى. أما بالنسبة للحياة النباتية، فتتفتح فيها مجموعة منوعة من النباتات المزهرة خلال شهري الشتاء والربيع منها نبات الخردل والخشخاش الشرقي والسوسن البري والذئنون الأنبوبي.
تعتبر منطقة الحرانة مهمة للغاية لما تحويه من أحافير محفوظة في الصخور الكلسية العملاقة التي يعود تاريخها إلى العصر الماسترخي المتأخر وتعود لحوالي 66-67 مليون سنة خلت، وهي فترة قريبة إلى حدٍ بعيد من انقراض العصر الطباشيري-الثلاثي، حيث عاشت العديد من الحيوانات وانقرضت كالديناصورات وحوالي 65-70% من أنواع الحيوانات البحرية.اكتشفت عينات من الموزاصوريات مع آثارها بطريقة محفوظة جيداً بشكلٍ ملحوظ في رواسب فترة الماستريخت في منطقة الحرانة
ويشار إلى أن أفضل عينات محفوظة ومكتملة من جنس الأسماك شعاعيات الزعانف المنقرضة وأكثر مجموعة مكتملة من الكارينودينز وجدت في الحرانة.